# Voorjaarsboomspanner
De voorjaarsboomspanner (Alsophila aescularia) is een nachtvlinder uit de familie Geometridae, de spanners. Bij de imago is sprake van een opvallende vorm van geslachtsdimorfie dat wel bij meer spanners voorkomt, de vrouwtjes zijn vleugelloos. De voorvleugellengte van het mannetje bedraagt tussen de 16 en 19 millimeter. Opvallend is dat hij de vleugels in rust gedeeltelijk over elkaar heen vouwt. Het vrouwtje is onbehaard op een opvallend plukje aan haar achterlijf na. De soort overwintert als pop in de grond in een losse cocon.

## Waardplanten
De voorjaarsboomspanner heeft diverse loofbomen en struiken als waardplant.

## Voorkomen in Nederland en België
De voorjaarsboomspanner is in Nederland en België een vrij gewone vlinder, die verspreid over het hele gebied voorkomt. De vliegtijd is van begin februari tot half april in één generatie.

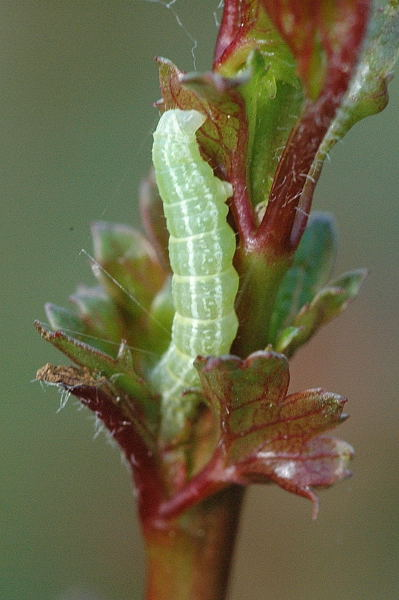
Rups op meidoorn